# Polyporus philippinensis
Polyporus philippinensis är en svampart som beskrevs av Berk. 1842. Polyporus philippinensis ingår i släktet Polyporus och familjen Polyporaceae.   Inga underarter finns listade i Catalogue of Life.